# 香港貨運航空
香港貨運航空（英語：Hong Kong Air Cargo）是一家貨運航空公司，亦是香港航空的全資附屬公司及全球貨物總代理，以香港國際機場作為樞紐，提供來往香港至亞洲、大洋洲及歐洲的航空貨運服務。

## 歷史
早於2007年，香港航空就已成立旗下貨運部門香港航空貨運，從海南航空引進三架二手波音737-300BCF貨機，利用新增的純貨機及其客運航班腹艙所提供的運力，提供來往香港與亞洲多個城市的貨運服務。
2010年至2012年，港航貨運部引進A330-200F貨機，以取代波音737貨機，進一步提升其貨運運力，更成為A330-200F的亞洲啟動客戶。2025年，從同樣為海南航空旗下的首都航空接收首部「客改貨」A330-200(P2F)貨機。
香港貨航是自2010年代以來，香港首家獲批提供編定航班服務的航空公司。
隨著香港的空運及物流業迅速發展，香港國際機場躍身成為全球航空貨運吞吐量最大機場的優勢，以及三跑道系統全面運作所預測的客運量及貨運量增長和潛在運力，目前的資源將不敷應用。
有見及此，香港航空決定分拆其貨運業務，以獨立的民航處航空營運人許可證及空運牌照局空運牌照，於2017年正式分拆子公司香港貨運航空，專門處理其貨物運送服務的營運。
成立後，香港貨運航空承接了由香港航空貨運部門營辦的全貨運服務，及後更成為香港航空及香港快運航空的貨物總代理，其航線網絡目前覆蓋12個城市。
香港貨運航空曾在開業時表示，計劃會在未來五年間引進波音747或波音777貨機，又稱機隊數目將增加至雙位數字，並會陸續將貨運能力開闢至更多亞洲航線及歐美長途貨機航線。不過，由於港航多年來屢次傳出財困，所以香港貨運航空的機隊未見擴充，僅短暫濕租亞特拉斯航空的波音747貨機。

## 業務
香港貨航業務包括：
- 普通貨物載運
- 牲口動物載運
- 快遞及優先貨物
- 危險貨物
- 小型包裹之速遞服務
- 貨運包機服務
- 陸路卡車接駁服務

香港貨運航空目前使用亞洲空運中心，在港處理其進出口貨物。
自2020年起，因應2019冠狀病毒病大流行，受惠於客機運力減少，香港貨運航空全年錄得比2019年增加約8%的貨量。

## 機隊
母公司香港航空於2010年接收首架A330-243F貨機，成為亞洲首家及全球第二家的啟動客戶。直至2017年，港航決定成立香港貨運航空，將定期貨運業務分拆，故此貨機機隊同時全數撥歸香港貨運航空管理。

### 現役機隊

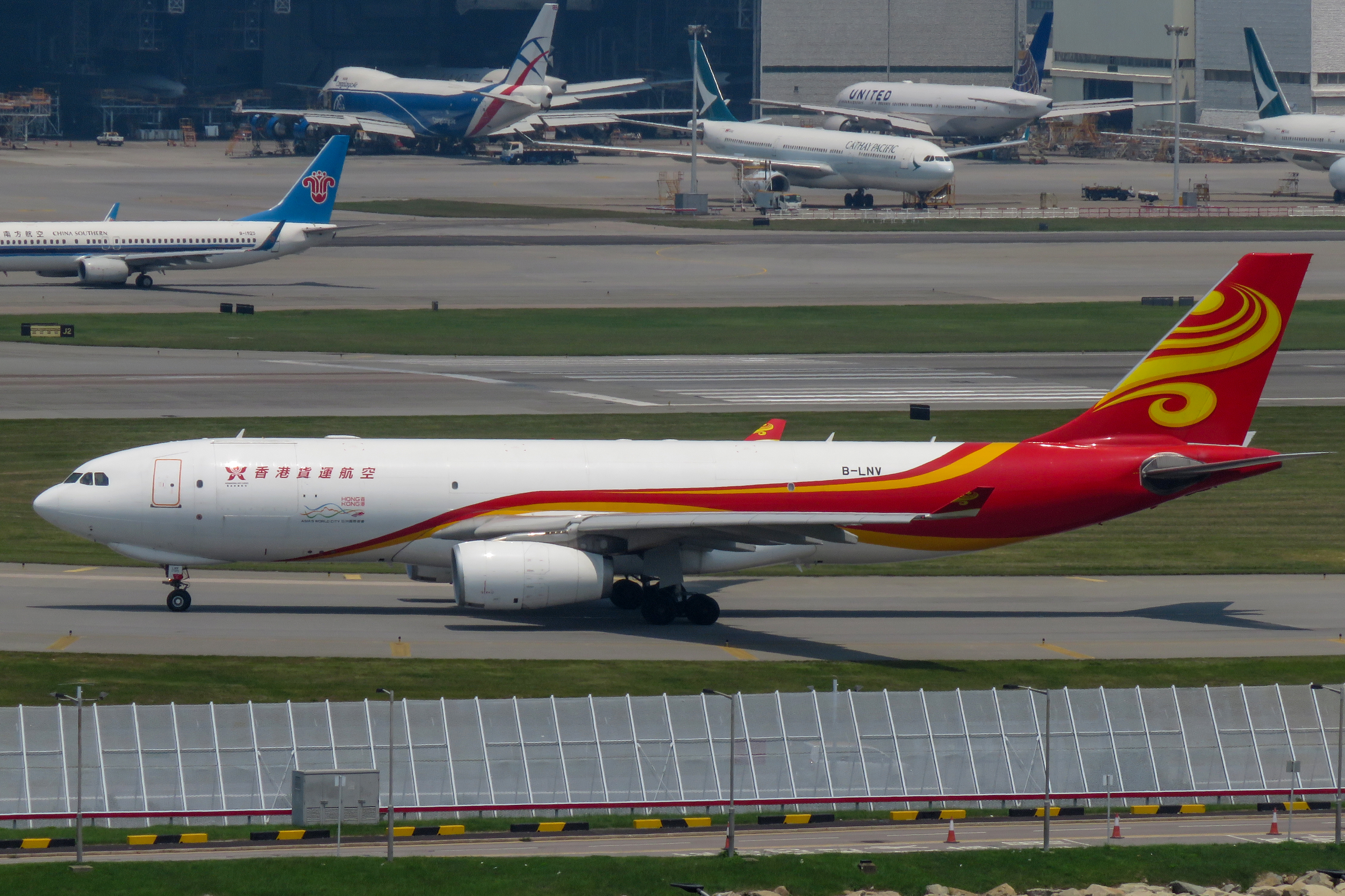
香港貨運航空的A330-243F

截至2025年6月，香港貨運航空的機隊統計為下：

## 航點
香港貨運航空於2020年底宣佈，正式向空運牌照局申請共九條新航線，以符合日後發展需求。
| 國家／地區 | 航點          |
| ---------- | ------------- |
| 中国大陆   | 上海-浦東     |
| 臺灣       | 台北-桃園     |
| 泰國       | 曼谷-蘇凡納布 |
| 越南       | 河內          |
| 菲律賓     | 馬尼拉        |
| 印度       | 德里          |
| 印度       | 欽奈          |
|            | 達卡          |
|            | 阿拉木圖      |
|            | 塔什干        |
| 土耳其     | 伊斯坦堡      |
| 英国       | 倫敦-史坦斯特 |
| 比利时     | 列日          |
| 匈牙利     | 布達佩斯      |

## 外部連結
- 香港貨運航空 （页面存档备份，存于）